# Ida Husted Harper
Ida Husted Harper, född 18 februari 1851 i Franklin County, Indiana, död 14 mars 1931, var en amerikansk journalist, författare och feminist. Hon var mor till Winnifred Harper Cooley.
Harper började att med att under tolv år skriva, i hemlighet för en ogillande make, en veckospalt under pseudonym, med titeln A Woman's Opinion i Terre Haute Saturday Evening Mail. Efter skilsmässa 1890 blev hon editor-in-chief på Terre Haute Daily News och kom senare att ingå i redaktionen för Indianapolis News. Från 1887 var hon sekreterare i Indiana State Suffrage Society och utsågs 1896 av Susan B. Anthony till pressansvarig under rösträttskampanjen i Kalifornien. År 1897 flyttade hon till Anthonys hem i Rochester, New York, för att inleda ett samarbete om  det fjärde bandet av History of Woman Suffrage (utgivet 1902) och började arbetet med Life and Work of Susan B. Antony, publicerad i två band 1898 och ett tredje 1908. Åren 1899–1903 redigerade hon en kvinnospalt i New York Sunday Sun och 1909–1913 i Harper’s Bazaar. Hon var 1916–1918 ansvarig för nationell publicitet under den avslutande delen av National American Woman Suffrage Associations kampanj för införandet av kvinnlig rösträtt. Under hennes sista år var hon aktiv i American Association of University Women, samtidigt som hon ensam fullbordade History of Woman Suffrage med de femte och sjätte banden (1922).